# Me siento sola
Me siento sola è un brano musicale della cantante italiana Alessandra Amoroso, il secondo singolo inciso in lingua spagnola e cantato in duetto con Mario Domm, cantante dei Camila, estratto dall'album di debutto di Alessandra nei mercati latini. Domm è anche l'autore del brano, insieme a Paulina Garraz.

## Pubblicazione e descrizione
La pubblicazione del brano avviene il 31 luglio 2015 esclusivamente nei paesi latini. Brano inedito intenso e malinconico, scritto appositamente per la cantante da Mario Domm in lingua spagnola, è una ballad romantica ma nello stesso tempo ritmata. Un brano che parla di un amore irrisolto e inseguito, smarrito in un labirinto.
Il brano ha un discreto successo nei paesi latini ed è tra i brani maggiormente trasmessi dalle radio, e viene inoltre scelto come colonna sonora di una telenovela, Sila, trasmessa su un canale televisivo argentino.

## Video musicale
Il 12 agosto 2015 in anteprima mondiale su Ritmoson viene pubblicato il videoclip del brano, girato in un edificio in costruzione a sud della città del Messico, con la regia di Gustavo A. Garzon. Nel videoclip vi sono 25 comparse oltre ai due cantanti. Per la realizzazione del videoclip è stata utilizzata una macchina fotografica "fantasma" che cattura ogni movimento attraverso migliaia di immagini, dando l'effetto di ridurre la velocità del movimento delle persone e creando un effetto a rallentatore.
Il videoclip raggiunge e supera 3 milioni di visualizzazioni.

## Classifiche
| Classifica (2015)                          | Posizione massima |
| ------------------------------------------ | ----------------- |
| Messico (Billboard Mexico Espanol Airplay) | 6                 |
| Messico Top Pop (Monitor Latino)           | 12                |
| Messico (Billboard Airplay)                | 24                |
| Spagna (Top Radio)                         | 38                |

## Tracce
Download digitale
1. Me siento sola – 3:34 (Mario Domm, Paulina Garraz)